# Готторфський замок
Готторфський замок (нім. Schloss Gottorf) — палац-замок у Німеччині, місті Шлезвіг, місцевості Готторф. Розташований на острові в затоці Шлей. До 1702 року — резиденція родини Гольштейн-Готторпів, представники якої правили Росією з 1761 до 1917 року. Нині у Готторпі розташовані регіональні музеї археології, мистецтва та історії культури. Також — Готторп (дан. Gottorp).

## Історія
Перші відомості про Готторфську садибу з'явились 1161 року, коли у тих місцях оселився шлезвізький єпископ Окко. 1268 Готторп придбав данський герцог Шлезвіга, а 1340 року перейшов до володіння графа Гольштейнського. Перший данський монарх Ольденбурзької династії, Кристіан I, отримав його у спадок від матері 1459 року.
З плином часу Готторпська резиденція постійно розширювалась та перебудовувалась, особливо за данського короля Фредеріка I, який обрав її основним місцем свого перебування.1544 року замок відійшов до молодшого сина Фредеріка — герцога Адольфа. Звідти його нащадки керували однією третиною Шлезвіга — герцогством Шлезвіг-Голштейн-Готторп.

## Сучасний палац
Свого сучасного вигляду палац набув у 1697–1703 роках, коли його було суттєво реконструйовано за проектом у стилі бароко зусиллями шведського придворного архітектора Тессіна-молодшого. У стриманій архітектурі палацу переважають італійські мотиви, узяті Тессіном з творів свого кумира Берніні. Масивний бельведер, популярний у ті роки елемент палацової архітектури, виконував роль донжону, будучи символом феодальної влади.
Лишень будівництво завершилось, данські війська окупували Готторп. Було піднято так зване Готторпське питання. За короткий час предмети обстановки були розграбовані, інтер'єри прийшли у занепад. Зять Петра I — Карл Фрідріх Гольштейн-Готторпський — ніколи не жив у маєтку своїх пращурів, віддаючи перевагу заможному життю в Ейтінському замку у родичів або при царському дворі. У XIX столітті в Готторпі розміщувались казарми, спочатку данські, а згодом прусські.
Після Другої світової війни, коли Готторп було облаштовано для розташування переміщених осіб, влада землі Шлезвіг-Гольштейн узялась за планомірну реставрацію Готторфського замку. Було відновлено й давно знищений регулярний парк на кшталт версальського разом із Глобусним павільйоном, в якому 2008 року було встановлено сучасну копію Готторпського глобуса.